# Sáta
Sáta is een plaats (község) en gemeente in het Hongaarse comitaat Borsod-Abaúj-Zemplén. Sáta telt 1395 inwoners (2001).